# Nattheim
Nattheim – miejscowość i gmina w Niemczech, w kraju związkowym Badenia-Wirtembergia, w rejencji Stuttgart, w regionie Ostwürttemberg, w powiecie Heidenheim, wchodzi w skład wspólnoty administracyjnej Heidenheim an der Brenz. Leży w Jurze Szwabskiej, ok. 6 km na wschód od Heidenheim an der Brenz, przy granicy z Bawarią. Przez gminę przebiegają droga krajowa B466 i autostrada A7.

## Współpraca
Miejscowość partnerska:
- Breitenbrunn/Erzgeb., Saksonia